# فرناندو ليتاو
فرناندو ليتاو (بالبرتغالية: Fernando Leitão‏) هو لاعب كرة الصالات ‏ ولاعب كرة قدم برتغالي وبرازيلي، ولد في 3 يناير 1981 في ساو باولو في البرازيل. شارك مع منتخب البرتغال لكرة الصالات. أما مع النوادي، فقد لعب مع Carnicer Torrejón FS ‏.

## وصلات خارجية
- فرناندو ليتاو على موقع الاتحاد الأوربي (الإنجليزية)